# Antoine Fuqua
Antoine Fuqua (Pittsburgh, Pennsylvania, 19 de gener del 1966), és un director de pel·lícules estatunidenc. Ha dirigit pel·lícules com Training Day, The Replacement Killers, Tears of the Sun, King Arthur, Shooter, Brooklyn's Finest i Olympus Has Fallen.

## Carrera cinematogràfica

### Director
Després d'estudiar enginyeria elèctrica, amb l'esperança de pilotar avions a l'exèrcit, Fuqua va començar la seva carrera dirigint videos musicals per a artistes com Toni Braxton o Prince i va esdevenir un director cinematogràfic d'èxit. Potser és més conegut com a director de la guardonada pel·lícula Training Day. Fuqua va ser escollit per dirigir Prisoners, basada en la novel·la d'Aaron Guzikowski, però va abandonar el projecte.
CBS Films va contractar Antoine Fuqua per dirigir la nova pel·lícula basada en la novel·la de Vince Flynn, Consent to Kill.
El març del 2011, Faqua va signar un contracte per dirigir la pel·lícula que tractava la romàntica història d'amor entre Yang Guifei i l'Emperador Xuanzong de Tang. Estava programat que dirigís el biopic oficial de Tupac Shakur. El projecte va ser posposat en afegir-se Faqua a la direcció del segon llargmetratge del raper Eminem, Southpaw. De totes maneres, Eminem va acabar posant aquesta pel·lícula en espera per poder dedicar-se a la música. Fuqua va dirigir la pel·lícula Olympus Has Fallen, un thriller d'acció protagonitzat per Gerard Butler i Morgan Freeman.

### Guionista
Faqua va co-crear After Dark amb Wesley Snipes, que va ser escrita per Peter Milligan, amb il·lustracions de Jeff Nentrup.

## Vida privada
Fuqua va néixer i es va criar a Pittsburgh a l'estat de Pennsylvania, i es va graduar a la Taylor Allderdice High School el 1983. Va anar a la West Virginia University i a la West Virginia State University, però no es va graduar. El seu oncle era Harvey Fuqua, cantant, escriptor de cançons, productor musical i dirigent d'una empresa discogràfica, que a la vegada era nebot de Charlie Fuqua, dels the Ink Spots.
Es va casar amb l'actriu Lela Rochon l'abril del 1999.

## Filmografia
| Any  | Títol                                     | Notes             |
| ---- | ----------------------------------------- | ----------------- |
| 1992 | Inside Out IV                             | Straight to video |
| 1998 | The replacement killers (Els substituts)  |                   |
| 1999 | Usher Live                                | Straight to video |
| 2000 | Bait                                      |                   |
| 2001 | From Toni with Love: The Video Collection | Straight to video |
| 2001 | Training Day                              |                   |
| 2003 | Llàgrimes del sol                         |                   |
| 2004 | Lightning in a Bottle                     | Documental        |
| 2004 | King Arthur                               |                   |
| 2005 | Murder Book                               | TV                |
| 2006 | The Call                                  |                   |
| 2007 | Shooter                                   |                   |
| 2010 | Els amos de Brooklyn                      |                   |
| 2013 | Olympus Has Fallen                        |                   |
| 2014 | L'equalitzador                            |                   |
| 2016 | Els set magnífics                         |                   |
| 2019 | The Equalizer 2                           | Netflix           |